# ナショナル・ボード・オブ・レビュー賞 (2011年)
83rd NBR Awards
作品賞: 
『ヒューゴの不思議な発明』
第83回ナショナル・ボード・オブ・レビュー賞は、2011年の映画に対して贈られる映画賞であり、2011年12月1日に発表された。

## 作品トップ10
作品賞受賞作以外はアルファベット順
- 『ヒューゴの不思議な発明』
- 『アーティスト』
- 『ファミリー・ツリー』
- 『ドライヴ』
- 『ドラゴン・タトゥーの女』
- 『ハリー・ポッターと死の秘宝 PART2』
- 『スーパー・チューズデー 〜正義を売った日〜』
- 『J・エドガー』
- 『ツリー・オブ・ライフ』
- 『戦火の馬』

## 外国映画トップ5
アルファベット順
- 『十三人の刺客』
- 『エリート・スクワッド ブラジル特殊部隊BOPE』
- 『フットノート』
- 『ル・アーヴルの靴みがき』
- 『この愛のために撃て』

## ドキュメンタリートップ5
アルファベット順
- 『BORN TO BE WILD 3D 野生に生きる』
- Buck
- 『ジョージ・ハリスン/リヴィング・イン・ザ・マテリアル・ワールド』
- 『プロジェクト・ニム』
- 『アイルトン・セナ 〜音速の彼方へ』

## インディペンデント映画トップ10
アルファベット順
- 『50/50 フィフティ・フィフティ』
- 『アナザー プラネット』
- 『人生はビギナーズ』
- 『明日を継ぐために』
- 『バッドトリップ! 消えたNO.1セールスマンと史上最悪の代理出張』
- 『マージン・コール』
- 『SHAME -シェイム-』
- 『テイク・シェルター』
- 『少年は残酷な弓を射る』
- 『WIN WIN ダメ男とダメ少年の最高の日々』

## 受賞
- 作品賞:
  - 『ヒューゴの不思議な発明』

- 監督賞:
  - マーティン・スコセッシ - 『ヒューゴの不思議な発明』

- 男優賞:
  - ジョージ・クルーニー - 『ファミリー・ツリー』

- 女優賞:
  - ティルダ・スウィントン - 『少年は残酷な弓を射る』

- 助演男優賞:
  - クリストファー・プラマー - 『人生はビギナーズ』

- 助演女優賞:
  - シェイリーン・ウッドリー - 『ファミリー・ツリー』

- 外国映画賞:
  - 『別離』

- ドキュメンタリー映画賞:
  - Paradise Lost 3: Purgatory

- アニメ映画賞:
  - 『ランゴ』

- アンサンブル・キャスト賞:
  - 『ヘルプ 〜心がつなぐストーリー〜』

- ブレイクスルー演技賞:
  - フェリシティ・ジョーンズ - 『今日、キミに会えたら』
  - ルーニー・マーラ - 『ドラゴン・タトゥーの女』

- スポットライト賞:
  - マイケル・ファスベンダー - 『危険なメソッド』、『ジェーン・エア』、『SHAME -シェイム-』、『X-MEN:ファースト・ジェネレーション』

- 新人監督スポットライト賞:
  - J・C・チャンダー - 『マージン・コール』

- オリジナル脚本賞:
  - ウィル・ライザー - 『50/50 フィフティ・フィフティ』

- 脚色賞:
  - アレクサンダー・ペイン、ナット・ファクソン、ジム・ラッシュ - 『ファミリー・ツリー』

- 特別映画製作業績賞:
  - 『ハリー・ポッター』シリーズ  - 原作の映画化に対して

- 表現の自由賞:
  - Crime After Crime
  - Pariah